# Demencia precoz

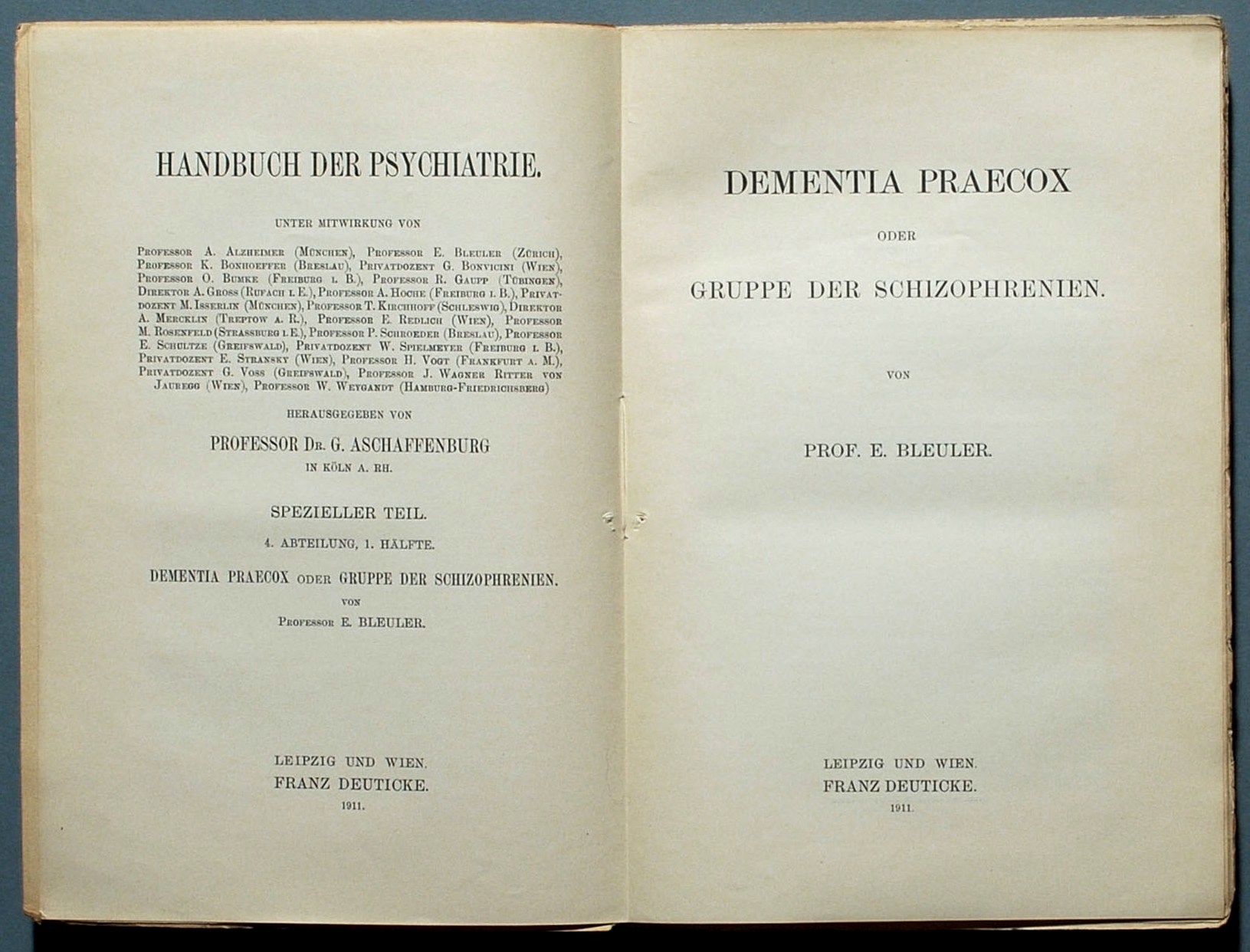
Una monografía de Eugen Bleuler sobre dementia praecox (1911)

Demencia precoz (que significa «demencia prematura» o «locura precoz») es un diagnóstico psiquiátrico obsoleto que originalmente designaba un trastorno psicótico crónico y deteriorante caracterizado por una rápida desintegración cognitiva, generalmente comenzando en la adolescencia tardía o la adultez temprana. Con el tiempo, el término «demencia precoz» fue reemplazado gradualmente por el término «esquizofrenia», que inicialmente incluía lo que hoy se considera el trastorno del espectro autista.
El término «demencia precoz» fue utilizado por primera vez por el psiquiatra alemán Heinrich Schüle en 1880.
También fue usado en 1891 por Arnold Pick (1851–1924), profesor de psiquiatría en la Universidad Carolina de Praga. En un breve informe clínico, describió a una persona con un trastorno psicótico similar a la «hebefrenia» (una condición psicótica de inicio adolescente).
El psiquiatra alemán Emil Kraepelin (1856–1926) popularizó el término «demencia precoz» en las primeras descripciones detalladas de su libro de texto sobre una condición que eventualmente se convirtió en un concepto de enfermedad diferente, más tarde renombrado como «esquizofrenia». Kraepelin simplificó las complejas taxonomías psiquiátricas del siglo XIX dividiéndolas en dos clases: psicosis maniaco-depresiva y demencia precoz. Esta división, comúnmente conocida como la dicotomía kraepeliniana, tuvo un impacto fundamental en la psiquiatría del siglo XX, aunque también ha sido cuestionada.
La principal alteración en la demencia precoz se consideraba una interrupción en el funcionamiento cognitivo o mental en la atención, la memoria y el comportamiento dirigido a objetivos. Kraepelin contrastó esto con la psicosis maniaco-depresiva, ahora llamada trastorno bipolar, y también con otras formas de trastorno del estado de ánimo, incluido el trastorno depresivo mayor. Finalmente, concluyó que no era posible distinguir sus categorías basándose en síntomas transversales.
Kraepelin veía la demencia precoz como una enfermedad progresivamente deteriorante de la cual nadie se recuperaba. Sin embargo, en 1913, y más explícitamente en 1920, Kraepelin admitió que, aunque en la mayoría de los casos podía haber un defecto cognitivo residual, el pronóstico no era tan uniformemente sombrío como había afirmado en la década de 1890. Aun así, lo consideraba un concepto de enfermedad específico que implicaba una locura incurable e inexplicable.

## Historia
La historia de la demencia precoz es realmente la de la psiquiatría en su conjunto.
Adolf Meyer

### Primer uso del término

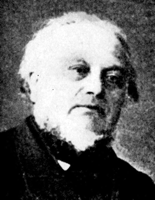
Benedict Augustin Morel (1809–1873)

«Demencia» es un término antiguo que ha estado en uso al menos desde la época de Lucrecio en el 50 a. C., donde significaba «estar fuera de la mente». Hasta el siglo XVII, la demencia se refería a estados de deterioro cognitivo y conductual que conducían a la incompetencia psicosocial. Esta condición podía ser innata o adquirida, y el concepto no hacía referencia a una condición necesariamente irreversible. Es el concepto en esta noción popular de incapacidad psicosocial lo que forma la base para la idea de incapacidad legal. En el siglo XVIII, cuando el término entró en el discurso médico europeo, se añadieron conceptos clínicos a la comprensión vernacular, de modo que la demencia ahora se asociaba con déficits intelectuales derivados de cualquier causa y a cualquier edad. A finales del siglo XIX, el paradigma cognitivo moderno de la demencia estaba tomando raíz. Esto sostiene que la demencia se entiende en términos de criterios relacionados con la etiología, la edad y el curso, lo que excluye a antiguos miembros de la familia de los dementes, como adultos con traumatismos craneales adquiridos o niños con déficits cognitivos. Además, ahora se entendía como una condición irreversible y se ponía un énfasis particular en la pérdida de memoria en relación con el deterioro de las funciones intelectuales.
El término démence précoce fue utilizado de pasada para describir las características de un subconjunto de pacientes mentales jóvenes por el médico francés Bénédict Augustin Morel en 1852 en el primer volumen de su Études cliniques. y el término se usa más frecuentemente en su libro de texto Traité des maladies mentales, publicado en 1860. Morel, cuyo nombre estará siempre asociado con el concepto religiosamente inspirado de la teoría de la degeneración en psiquiatría, usó el término en un sentido descriptivo y no para definir una categoría diagnóstica específica y novedosa. Se aplicó como un medio para separar a un grupo de hombres y mujeres jóvenes con «estupor». Como tal, su condición se caracterizaba por un cierto torpor, enervación y desorden de la voluntad y estaba relacionada con la categoría diagnóstica de melancolía. No conceptualizó su estado como irreversible y, por lo tanto, su uso del término demencia era equivalente al formado en el siglo XVIII, como se describió anteriormente.
Mientras que algunos han buscado interpretar, aunque de manera calificada, el uso por parte de Morel del término démnence précoce como equivalente al descubrimiento de la esquizofrenia, otros han argumentado de manera convincente que el uso descriptivo del término por parte de Morel no debería considerarse de ninguna manera como un precursor del concepto de enfermedad de demencia precoz de Kraepelin. Esto se debe al hecho de que sus conceptos de demencia diferían significativamente entre sí, con Kraepelin empleando el sentido más moderno de la palabra y que Morel no estaba describiendo una categoría diagnóstica. De hecho, hasta la llegada de Pick y Kraepelin, el término de Morel había desaparecido sin dejar rastro y hay poca evidencia que sugiera que ni Pick ni Kraepelin siquiera estuvieran conscientes del uso del término por parte de Morel hasta mucho después de que habían publicado sus propios conceptos de enfermedad con el mismo nombre. Como afirmó Eugène Minkowski, «un abismo separa la démence précoce de Morel de la de Kraepelin».
Morel describió varios trastornos psicóticos que terminaban en demencia, y como resultado puede ser considerado como el primer alienista o psiquiatra en desarrollar un sistema diagnóstico basado en el resultado esperado en lugar de en la presentación actual de signos y síntomas. Sin embargo, Morel no condujo ninguna investigación cuantitativa o a largo plazo sobre el curso y el resultado de la demencia precoz (Kraepelin sería el primero en la historia en hacerlo), por lo que este pronóstico se basaba en especulaciones. Es imposible discernir si la condición brevemente descrita por Morel era equivalente al trastorno más tarde llamado demencia precoz por Pick y Kraepelin.

### Componente temporal

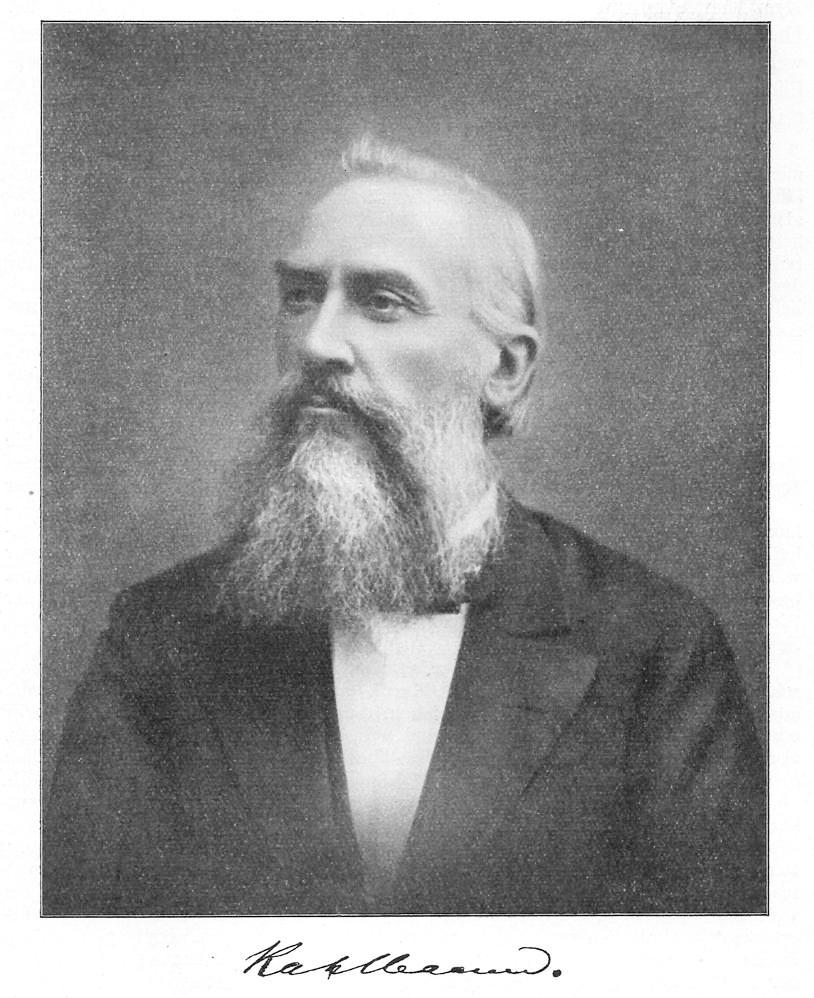
Karl Ludwig Kahlbaum (1828–1899)

La nosología psiquiátrica en el siglo XIX era caótica y estaba caracterizada por un mosaico conflictivo de sistemas contradictorios. Las categorías de enfermedades psiquiátricas se basaban en observaciones a corto plazo y transversales de pacientes de las cuales se derivaban los supuestos signos y síntomas característicos de un concepto de enfermedad dado. Los paradigmas psiquiátricos dominantes que daban una apariencia de orden a este cuadro fragmentario eran la teoría de la degeneración moreliana y el concepto de "psicosis unitaria" (Einheitspsychose). Esta última noción, derivada del psiquiatra belga Joseph Guislain (1797–1860), sostenía que la variedad de síntomas atribuidos a la enfermedad mental eran manifestaciones de un único proceso de enfermedad subyacente. Aunque estos enfoques tenían un aspecto diacrónico, carecían de una concepción de la enfermedad mental que abarcara una noción coherente de cambio a lo largo del tiempo en términos del curso natural de la enfermedad y basada en una observación empírica de la sintomatología cambiante.
En 1863, el psiquiatra basado en Danzig, Karl Ludwig Kahlbaum (1828–1899), publicó su texto sobre nosología psiquiátrica Die Gruppierung der psychischen Krankheiten (La Clasificación de las Enfermedades Psiquiátricas). Aunque con el paso del tiempo esta obra resultaría profundamente influyente, cuando se publicó fue casi completamente ignorada por la academia alemana a pesar del sofisticado e inteligente sistema de clasificación de enfermedades que proponía. En este libro, Kahlbaum categorizó ciertas formas típicas de psicosis (vesania typica) como un solo tipo coherente basado en su naturaleza progresiva compartida que, según él, revelaba un proceso de enfermedad degenerativa en curso. Para Kahlbaum, el proceso de enfermedad de vesania typica se distinguía por el paso del paciente a través de fases de enfermedad claramente definidas: una etapa melancólica; una etapa maníaca; una etapa confusional; y finalmente una etapa de demencia.
En 1866, Kahlbaum se convirtió en el director de una clínica psiquiátrica privada en Görlitz (Prusia, hoy Sajonia, una pequeña ciudad cerca de Dresde). Fue acompañado por su joven asistente, Ewald Hecker (1843–1909), y durante una colaboración de diez años llevaron a cabo una serie de estudios de investigación en pacientes psicóticos jóvenes que se convertirían en una gran influencia en el desarrollo de la psiquiatría moderna.
Juntos, Kahlbaum y Hecker fueron los primeros en describir y nombrar síndromes como distimia, ciclotimia, paranoia, catatonia y hebefrenia. Quizás su contribución más duradera a la psiquiatría fue la introducción del "método clínico" de la medicina al estudio de las enfermedades mentales, un método ahora conocido como psicopatología.
Cuando se añadió el elemento del tiempo al concepto de diagnóstico, un diagnóstico se convirtió en algo más que una descripción de una colección de síntomas: el diagnóstico ahora también se definía por el pronóstico (curso y resultado). Una característica adicional del método clínico era que los síntomas característicos que definen los síndromes debían describirse sin ninguna suposición previa de patología cerebral (aunque tales vínculos se harían más tarde a medida que avanzaba el conocimiento científico). Karl Kahlbaum abogó por la adopción del método clínico en psiquiatría en su libro de 1874 sobre catatonia. Sin Kahlbaum y Hecker no habría demencia precoz.
Tras su nombramiento como profesor titular de psiquiatría en la Universidad de Dorpat (ahora Tartu, Estonia) en 1886, Kraepelin dio un discurso inaugural a la facultad delineando su programa de investigación para los años venideros. Atacando la "mitología cerebral" de Meynert y las posiciones de Griesinger y Gudden, Kraepelin abogó por que se siguieran las ideas de Kahlbaum, quien entonces era una figura marginal y poco conocida en psiquiatría. Por lo tanto, argumentó, un programa de investigación sobre la naturaleza de la enfermedad psiquiátrica debería observar a un gran número de pacientes a lo largo del tiempo para descubrir el curso que podría tomar la enfermedad mental. También se ha sugerido que la decisión de Kraepelin de aceptar el puesto en Dorpat estuvo informada por el hecho de que allí podía esperar ganar experiencia con pacientes crónicos y esto, se presumía, facilitaría el estudio longitudinal de la enfermedad mental.

### Componente cuantitativo
Entendiendo que los métodos diagnósticos objetivos deben basarse en la práctica científica, Kraepelin había estado realizando experimentos psicológicos y farmacológicos en pacientes y sujetos normales durante algún tiempo cuando, en 1891, dejó Dorpat y asumió un puesto como profesor y director de la clínica psiquiátrica en la Universidad de Heidelberg. Allí estableció un programa de investigación basado en la propuesta de Kahlbaum para un enfoque clínico cualitativo más exacto, y su propia innovación: un enfoque cuantitativo que involucraba la recolección meticulosa de datos a lo largo del tiempo sobre cada nuevo paciente admitido en la clínica (en lugar de solo los casos interesantes, como había sido la costumbre hasta entonces).
Kraepelin creía que al describir minuciosamente a todos los nuevos pacientes de la clínica en tarjetas de registro, que había estado usando desde 1887, se podía eliminar el sesgo del investigador del proceso de investigación. Él describió el método en sus memorias publicadas póstumamente:

… después del primer examen exhaustivo de un nuevo paciente, cada uno de nosotros tenía que escribir una nota [en una "caja de diagnóstico"] con su diagnóstico escrito en ella. Después de un tiempo, se sacaban las notas, se enumeraban los diagnósticos, y el caso se cerraba, añadiendo la interpretación final de la enfermedad al diagnóstico original. De esta manera, podíamos ver qué tipo de errores se habían cometido y podíamos seguir las razones del diagnóstico original erróneo.

La cuarta edición de su libro de texto, Psychiatrie, publicada en 1893, dos años después de su llegada a Heidelberg, contenía algunas impresiones de los patrones que Kraepelin había comenzado a encontrar en sus tarjetas de registro. El pronóstico (curso y resultado) comenzó a aparecer junto a los signos y síntomas en la descripción de los síndromes, y añadió una clase de trastornos psicóticos designados como "procesos degenerativos psíquicos", tres de los cuales fueron tomados de Kahlbaum y Hecker: dementia paranoides (un tipo degenerativo de paranoia de Kahlbaum, con inicio súbito), catatonia (según Kahlbaum, 1874) y dementia praecox, (hebefrenia de Hecker de 1871). Kraepelin continuó equiparando la demencia precoz con la hebefrenia durante los siguientes seis años.
En la edición de marzo de 1896 de Psychiatrie, Kraepelin expresó confianza en que su clínico método, que involucraba el análisis de datos tanto cualitativos como cuantitativos derivados de la observación a largo plazo de pacientes, produciría diagnósticos confiables, incluido el pronóstico:

Lo que me convenció de la superioridad del método clínico de diagnóstico (seguido aquí) sobre el tradicional, fue la certeza con la que podíamos predecir (en conjunto con nuestro nuevo concepto de enfermedad) el curso futuro de los eventos. Gracias a ello, el estudiante ahora puede encontrar su camino más fácilmente en el difícil tema de la psiquiatría.

En esta edición, la demencia precoz es todavía esencialmente hebefrenia, y esta, la dementia paranoides y la catatonia se describen como trastornos psicóticos distintos entre los "trastornos metabólicos que conducen a la demencia".

## La influencia de Kraepelin en el próximo siglo

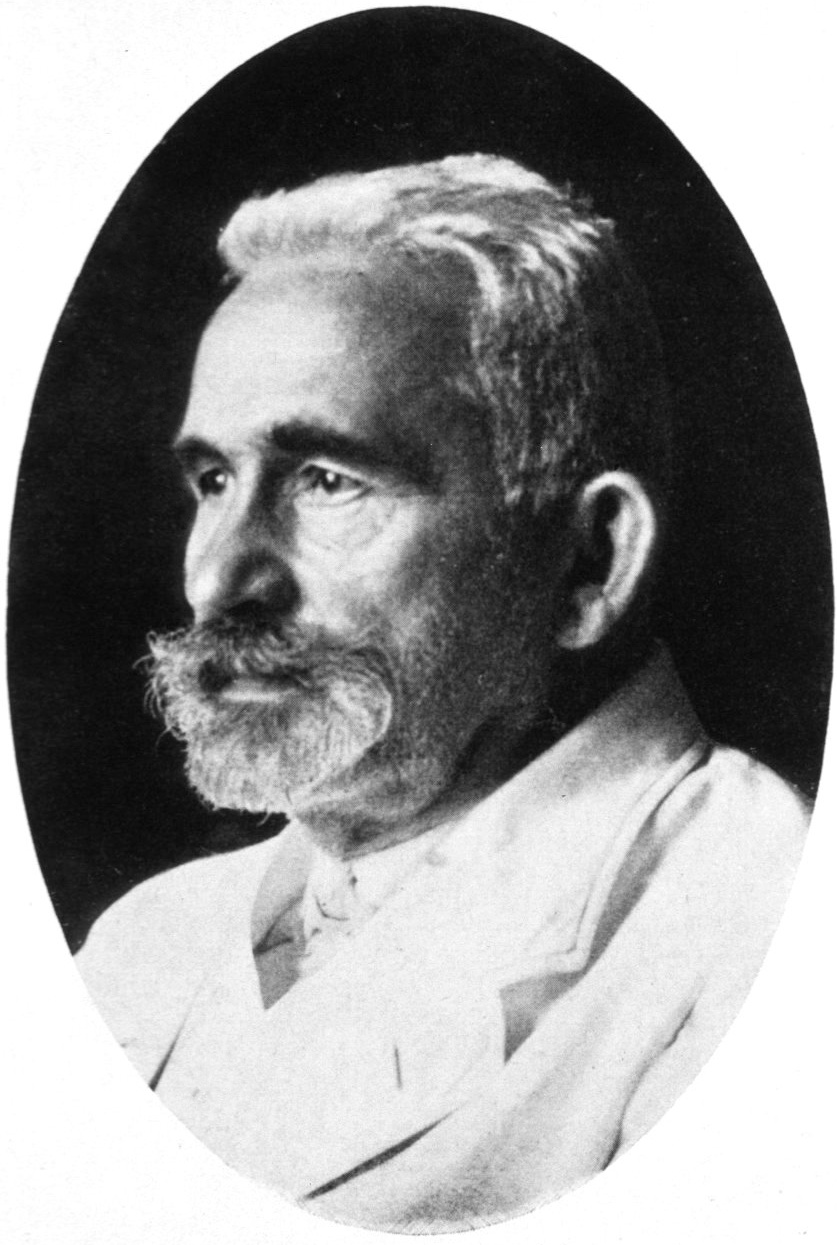
Emil Kraepelin c. 1920

En la edición de 1899 (6ª) de Psychiatrie, Kraepelin estableció un paradigma para la psiquiatría que dominaría el siglo siguiente, clasificando la mayoría de las formas reconocidas de locura en dos categorías principales: demencia precoz y enfermedad maniaco-depresiva. La demencia precoz se caracterizaba por un funcionamiento intelectual desordenado, mientras que la enfermedad maniaco-depresiva era principalmente un trastorno del afecto o del estado de ánimo; y la primera presentaba un deterioro constante, prácticamente sin recuperaciones y un mal resultado, mientras que la segunda presentaba períodos de exacerbación seguidos por períodos de remisión, y muchas recuperaciones completas. La clase, demencia precoz, comprendía los trastornos psicóticos paranoides, catatónicos y hebefrénicos, y estas formas se encontraron en el Manual Diagnóstico y Estadístico de los Trastornos Mentales hasta que se lanzó la quinta edición, en mayo de 2013. Estos términos, sin embargo, todavía se encuentran en la nomenclatura psiquiátrica general.[cita requerida]

### Cambio en el pronóstico
En la séptima edición de 1904 de Psychiatrie, Kraepelin aceptó la posibilidad de que un pequeño número de pacientes pudiera recuperarse de la demencia precoz. Eugen Bleuler informó en 1908 que en muchos casos no había un declive progresivo inevitable, había remisión temporal en algunos casos, e incluso casos de recuperación casi completa con la retención de algún defecto residual. En la octava edición del libro de texto de Kraepelin, publicado en cuatro volúmenes entre 1909 y 1915, describió once formas de demencia, y la demencia precoz fue clasificada como una de las "demencias endógenas". Modificando su pronóstico más sombrío anterior en línea con las observaciones de Bleuler, Kraepelin informó que alrededor del 26% de sus pacientes experimentaron una remisión parcial de los síntomas. Kraepelin murió mientras trabajaba en la novena edición de Psychiatrie con Johannes Lange (1891–1938), quien la terminó y la llevó a publicación en 1927.

### Causa
Aunque su trabajo y el de sus asociados de investigación habían revelado un papel para la herencia, Kraepelin se dio cuenta de que nada podía decirse con certeza sobre la etiología de la demencia precoz, y omitió especulaciones respecto a la enfermedad cerebral o la neuropatología en sus descripciones diagnósticas. Sin embargo, desde la edición de 1896 en adelante, Kraepelin dejó claro su creencia de que el envenenamiento del cerebro, «auto-intoxicación», probablemente por hormonas sexuales, podría subyacer a la demencia precoz – una teoría también sostenida por Eugen Bleuler. Ambos teóricos insistieron en que la demencia precoz es un trastorno biológico, no el producto de un trauma psicológico. Así, en lugar de una enfermedad de degeneración hereditaria o de patología cerebral estructural, Kraepelin creía que la demencia precoz se debía a un proceso de enfermedad sistémico o de «cuerpo entero», probablemente metabólico, que afectaba gradualmente muchos de los tejidos y órganos del cuerpo antes de afectar al cerebro en una cascada final y decisiva. Kraepelin, reconociendo la demencia precoz en pacientes chinos, japoneses, tamiles y malayos, sugirió en la octava edición de Psychiatrie que, «por lo tanto, debemos buscar la verdadera causa de la demencia precoz en condiciones que están distribuidas por todo el mundo, que por lo tanto no radican en la raza o en el clima, en la comida o en cualquier otra circunstancia general de la vida...»

### Tratamiento
Kraepelin había experimentado con hipnosis pero la encontró deficiente, y desaprobó la introducción por parte de Freud y Jung, basada en ninguna evidencia, de suposiciones psicogénicas en la interpretación y tratamiento de la enfermedad mental. Argumentó que, sin conocer la causa subyacente de la demencia precoz o la enfermedad maniaco-depresiva, no podía haber un tratamiento específico para la enfermedad, y recomendó el uso de baños prolongados y el uso ocasional de drogas como opiáceos y barbitúricos para la mejora del malestar, así como actividades ocupacionales, cuando fueran adecuadas, para todos los pacientes institucionalizados. Basado en su teoría de que la demencia precoz es el producto de la autointoxicación que emana de las glándulas sexuales, Kraepelin experimentó, sin éxito, con inyecciones de tiroides, gónadas y otros extractos glandulares.

### Propagación del uso del término
Kraepelin notó la diseminación de su nuevo concepto de enfermedad cuando en 1899 enumeró la aparición del término en casi veinte artículos en la prensa médica de lengua alemana. En los primeros años del siglo XX, los pilares gemelos de la dicotomía kraepeliniana, demencia precoz y psicosis maniaco-depresiva, fueron adoptados asiduamente en contextos clínicos y de investigación entre la comunidad psiquiátrica germanoparlante. Los conceptos psiquiátricos de lengua alemana siempre se introdujeron mucho más rápido en América (que, por ejemplo, en Gran Bretaña) donde médicos emigrados alemanes, suizos y austriacos esencialmente crearon la psiquiatría americana. El suizo emigrado Adolf Meyer (1866–1950), posiblemente el psiquiatra más influyente en América durante la primera mitad del siglo XX, publicó la primera crítica de la demencia precoz en una reseña de libro de 1896 de la 5ª edición del libro de texto de Kraepelin. Pero no fue hasta 1900 y 1901 que aparecieron las primeras tres publicaciones americanas respecto a la demencia precoz, una de las cuales fue una traducción de unas pocas secciones de la 6ª edición de 1899 de Kraepelin sobre demencia precoz.
Adolf Meyer fue el primero en aplicar el nuevo término diagnóstico en América. Lo usó en el Worcester Lunatic Hospital en Massachusetts en el otoño de 1896. También fue el primero en aplicar el término de Eugen Bleuler «esquizofrenia» (en la forma de «reacción esquizofrénica») en 1913 en la Clínica Psiquiátrica Henry Phipps del Hospital Johns Hopkins.
La diseminación del concepto de enfermedad de Kraepelin al mundo angloparlante fue facilitada en 1902 cuando Ross Diefendorf, un profesor de psiquiatría en Yale, publicó una versión adaptada de la sexta edición del Lehrbuch der Psychiatrie. Esto fue republicado en 1904 y con una nueva versión, basada en la séptima edición del Lehrbuch de Kraepelin que apareció en 1907 y fue reeditada en 1912. Tanto la demencia precoz (en sus tres formas clásicas) como la «psicosis maniaco-depresiva» ganaron mayor popularidad en las instituciones más grandes en el este de los Estados Unidos después de ser incluidas en la nomenclatura oficial de enfermedades y condiciones para el mantenimiento de registros en el Hospital Bellevue en la ciudad de Nueva York en 1903. El término perduró debido a su promoción en las publicaciones del Comité Nacional de Higiene Mental (fundado en 1909) y la Oficina de Registros de Eugenesia (1910). Pero quizás la razón más importante para la longevidad del término de Kraepelin fue su inclusión en 1918 como una categoría diagnóstica oficial en el sistema uniforme adoptado para el mantenimiento de registros estadísticos comparativos en todas las instituciones mentales americanas, El Manual Estadístico para el Uso de Instituciones para Insanos. Sus muchas revisiones sirvieron como el esquema oficial de clasificación diagnóstica en América hasta 1952 cuando apareció la primera edición del Manual Diagnóstico y Estadístico: Trastornos Mentales, o DSM-I. La demencia precoz desapareció de la psiquiatría oficial con la publicación del DSM-I, reemplazada por la hibridación Bleuler/Meyer, «reacción esquizofrénica».
La esquizofrenia fue mencionada como un término alternativo para la demencia precoz en el Manual Estadístico de 1918. Tanto en el trabajo clínico como en la investigación, entre 1918 y 1952 se usaron indistintamente cinco términos diferentes: demencia precoz, esquizofrenia, demencia precoz (esquizofrenia), esquizofrenia (demencia precoz) y reacción esquizofrénica. Esto hizo que la literatura psiquiátrica de la época fuera confusa ya que, en un sentido estricto, la enfermedad de Kraepelin no era la enfermedad de Bleuler. Fueron definidas de manera diferente, tenían diferentes parámetros de población y diferentes conceptos de pronóstico.
La recepción de la demencia precoz como un diagnóstico aceptado en la psiquiatría británica llegó más lentamente, tal vez solo afianzándose alrededor de la época de la Primera Guerra Mundial. Había una oposición sustancial al uso del término «demencia» como engañoso, en parte debido a hallazgos de remisión y recuperación. Algunos argumentaron que los diagnósticos existentes como «locura delirante» o «locura adolescente» eran mejores o más claramente definidos. En Francia, una tradición psiquiátrica respecto a los trastornos psicóticos precedió a Kraepelin, y los franceses nunca adoptaron completamente el sistema de clasificación de Kraepelin. En cambio, los franceses mantuvieron un sistema de clasificación independiente a lo largo del siglo XX. Desde 1980, cuando el DSM-III remodeló totalmente el diagnóstico psiquiátrico, la psiquiatría francesa comenzó a alterar finalmente sus puntos de vista sobre el diagnóstico para converger con el sistema norteamericano. Kraepelin así conquistó finalmente Francia vía América.

## De la demencia precoz a la esquizofrenia
Debido a la influencia de alienistas como Adolf Meyer, August Hoch, George Kirby, Charles Macphie Campbell, Smith Ely Jelliffe y William Alanson White, las teorías psicogénicas de la demencia precoz dominaron la escena americana para 1911. En 1925, la esquizofrenia de Bleuler creció en prominencia como una alternativa a la demencia precoz de Kraepelin. Cuando las perspectivas freudianas se volvieron influyentes en la psiquiatría americana en la década de 1920, la esquizofrenia se convirtió en un concepto alternativo atractivo. Bleuler correspondió con Freud y estaba conectado con el movimiento psicoanalítico de Freud, y la inclusión de interpretaciones freudianas de los síntomas de la esquizofrenia en sus publicaciones sobre el tema, así como las de C.G. Jung, facilitaron la adopción de su versión más amplia de demencia precoz (esquizofrenia) en América sobre la más estrecha y pronósticamente más negativa de Kraepelin.
El término «esquizofrenia» fue aplicado por primera vez por alienistas y neurólogos americanos en la práctica privada para 1909 y oficialmente en entornos institucionales en 1913, pero tomó muchos años para que se afianzara. Se menciona por primera vez en The New York Times en 1925. Hasta 1952, los términos demencia precoz y esquizofrenia se usaron indistintamente en la psiquiatría americana, con el uso ocasional de los términos híbridos «demencia precoz (esquizofrenia)» o «esquizofrenia (demencia precoz)».

## Manuales diagnósticos
Las ediciones del Manual Diagnóstico y Estadístico de los Trastornos Mentales desde la primera en 1952 habían reflejado puntos de vista de la esquizofrenia como «reacciones» o «psicogénicas» (DSM-I), o como manifestaciones de nociones freudianas de «mecanismos de defensa» (como en el DSM-II de 1969 en el que los síntomas de la esquizofrenia se interpretaban como «protegidos psicológicamente»). Los criterios diagnósticos eran vagos, mínimos y amplios, incluyendo conceptos que ya no existen o que ahora se etiquetan como trastornos de la personalidad (por ejemplo, trastorno de la personalidad esquizotípica). También no había mención del sombrío pronóstico que Kraepelin había hecho. La esquizofrenia parecía ser más prevalente y más psicogénica y más tratable de lo que Kraepelin o Bleuler habrían permitido.

## Conclusiones
Como resultado directo del esfuerzo por construir Criterios Diagnósticos de Investigación en la década de 1970 que fueran independientes de cualquier manual diagnóstico clínico, la idea de Kraepelin de que las categorías de trastorno mental deberían reflejar entidades de enfermedad discretas y específicas con una base biológica comenzó a volver a la prominencia. Los enfoques dimensionales vagos basados en síntomas—tan altamente favorecidos por los meyerianos y psicoanalistas—fueron derrocados. Para fines de investigación, la definición de esquizofrenia volvió al rango estrecho permitido por el concepto de demencia precoz de Kraepelin. Además, después de 1980, el trastorno fue nuevamente uno de deterioro progresivo, con la noción de que la recuperación, si ocurría, era rara. Esta revisión de la esquizofrenia se convirtió en la base de los criterios diagnósticos en el DSM-III (1980). Algunos de los psiquiatras que trabajaron para lograr esta revisión se refirieron a sí mismos como los "neo-kraepelinianos".